# Romyverleihung 2015

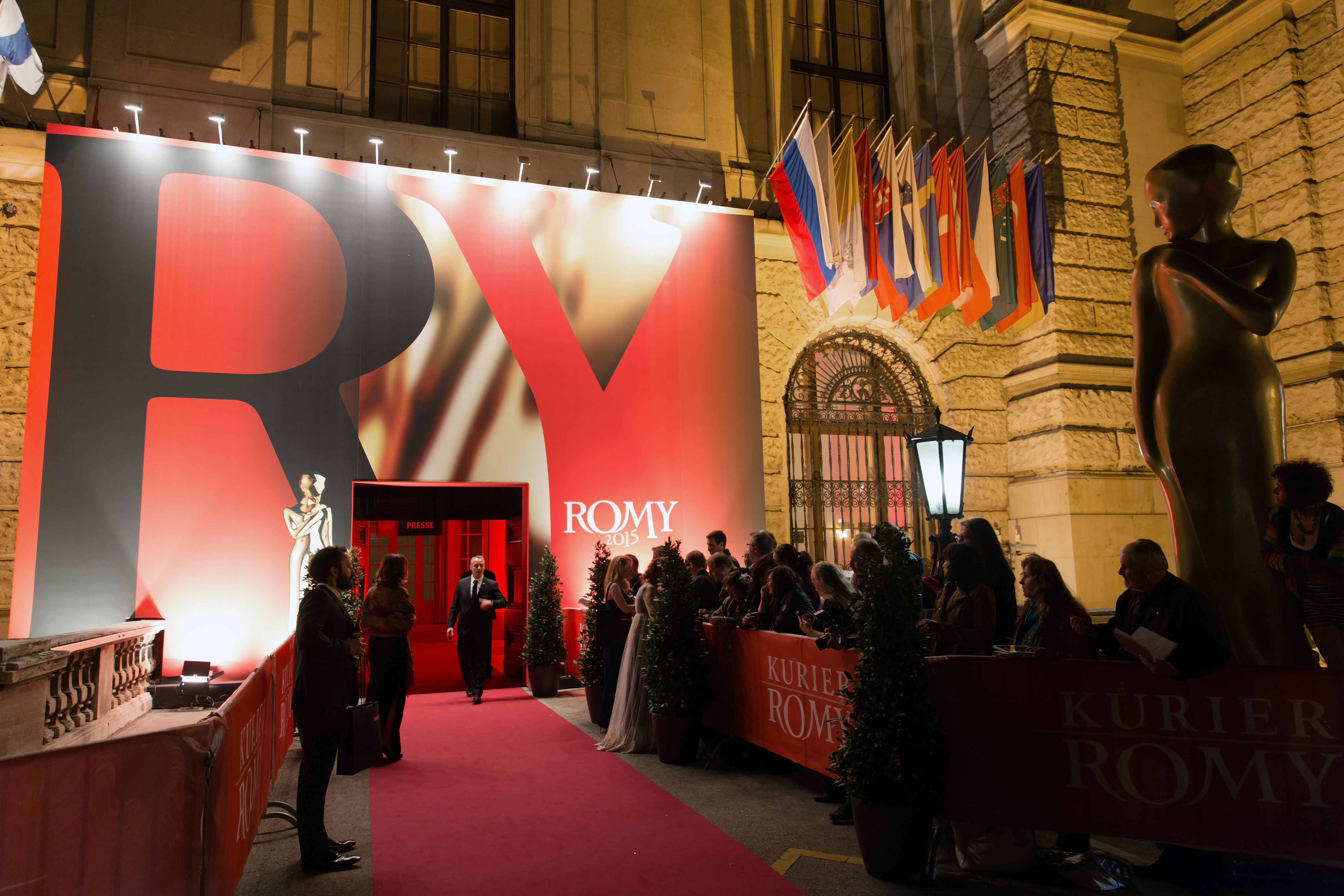
Red carpet der Romy 2015

Die Romyverleihung 2015 fand am 25. April 2015 in der Wiener Hofburg statt. Die von der Tageszeitung Kurier veranstaltete Vergabe des österreichischen Fernseh- und Filmpreises Romy fand zum 26. Mal statt und wurde zum 25. Mal vom ORF übertragen.

## Moderation
Moderiert wurde die Preisverleihung zum dritten Mal von Barbara Schöneberger.

## Kontroversen
Für Aufsehen sorgte Preisträger Dieter Hallervorden, der in seiner Dankesrede sagte, er nehme die österreichische Lola heim ins Reich. André Heller, der mit der Platin-Romy für das Lebenswerk ausgezeichnet wurde, schloss seine Dankesrede mit Ich fand das nicht in Ordnung, was Sie gesagt haben. Der Laudator der Publikumskategorien, Michael Ostrowski, verabschiedete sich mit den Worten: Hallervorden wollte sicher nur reich ins Heim gehen. In einem Interview vor der Preisverleihung hatte Hallervorden für den Fall eines Sieges angekündigt: Ich würde eine Dankesrede halten, die in allen Zeitungen Widerhall fände. Hallervorden erklärte später, dass er mit der extra als Satire angekündigten Aussage auf die zu oft verdrängte Rolle Österreichs im Nationalsozialismus aufmerksam machen wollte.

## Sieger und Nominierte

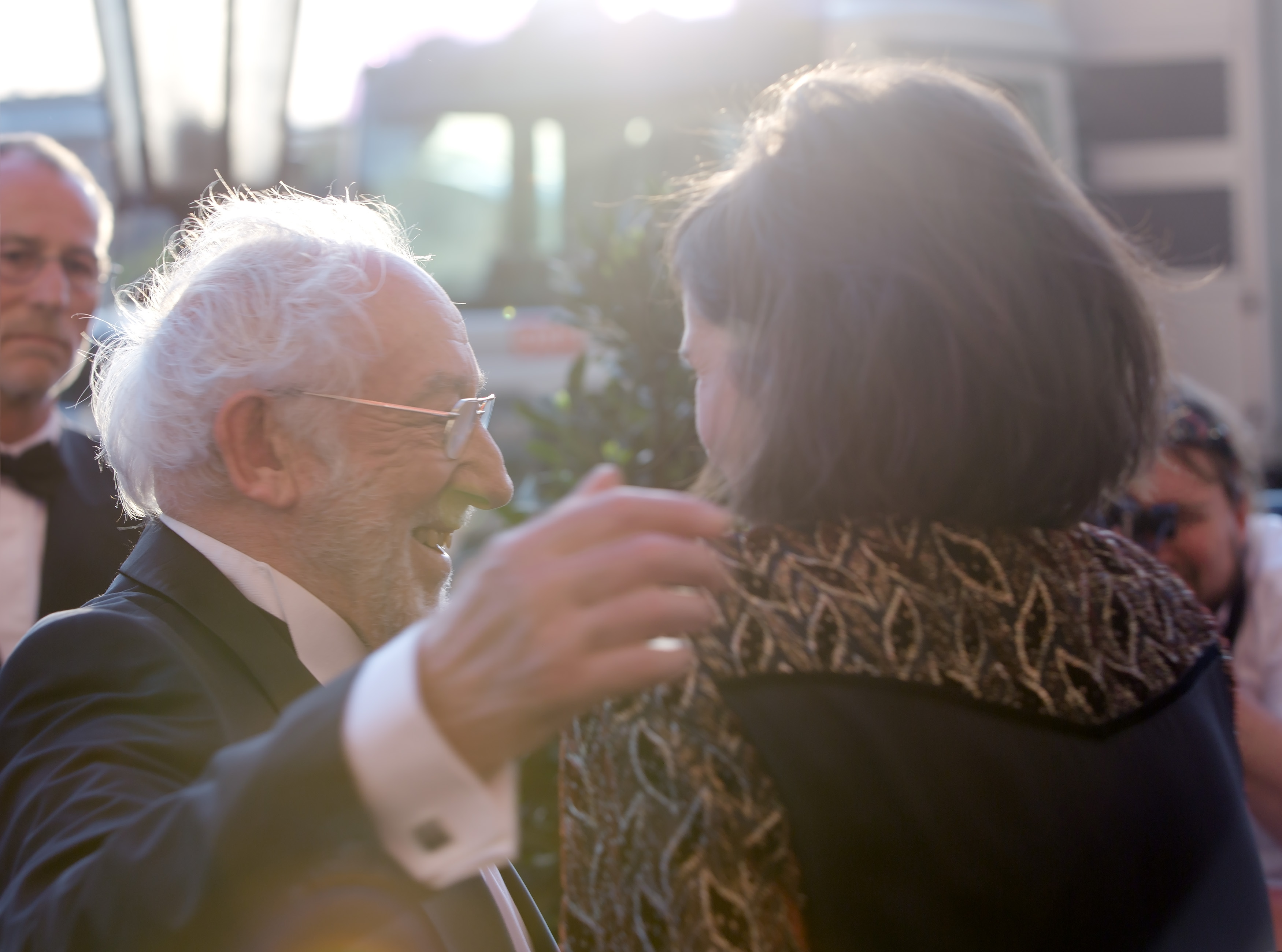
Dieter Hallervorden mit …

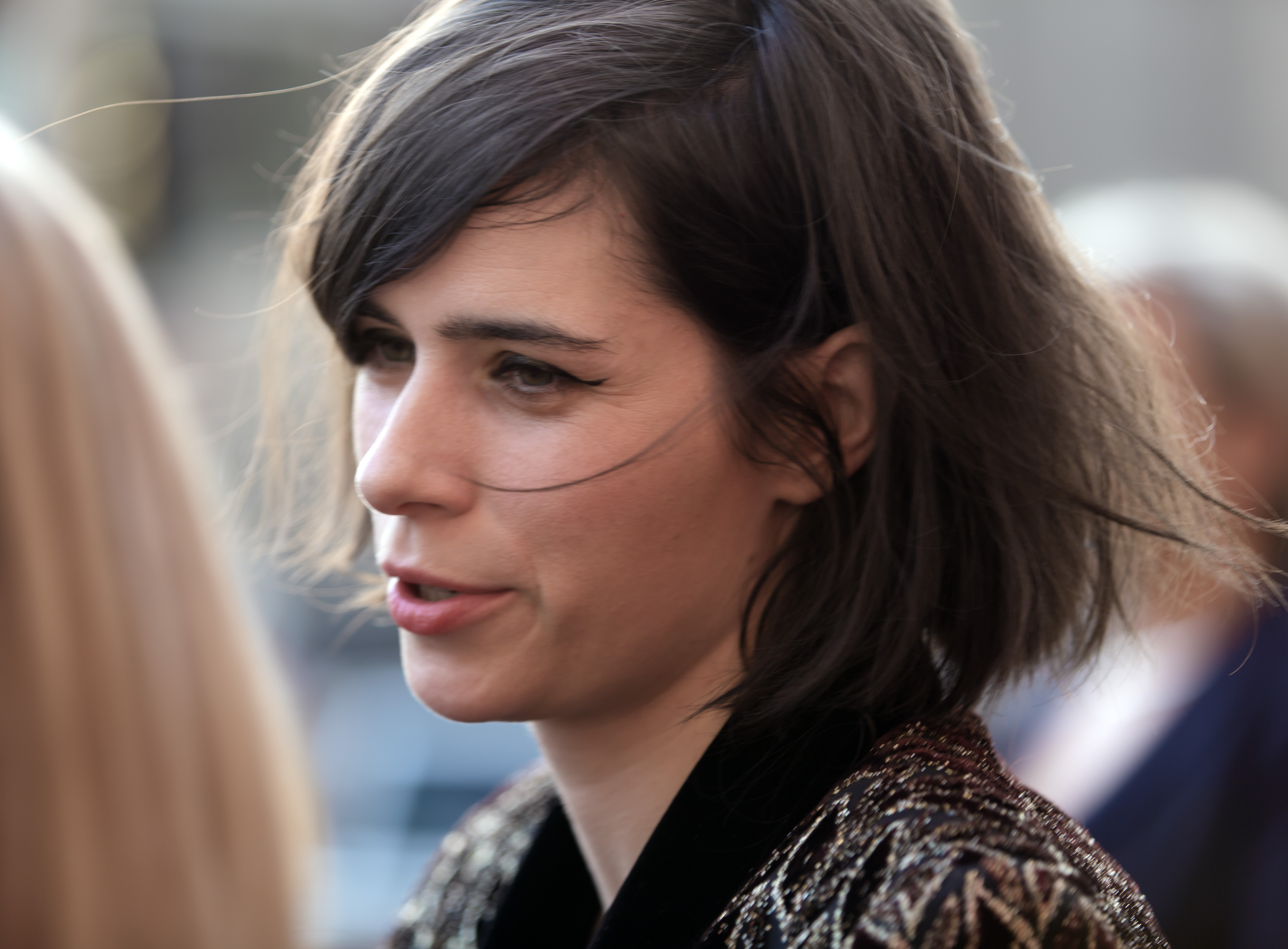
Nora Tschirner

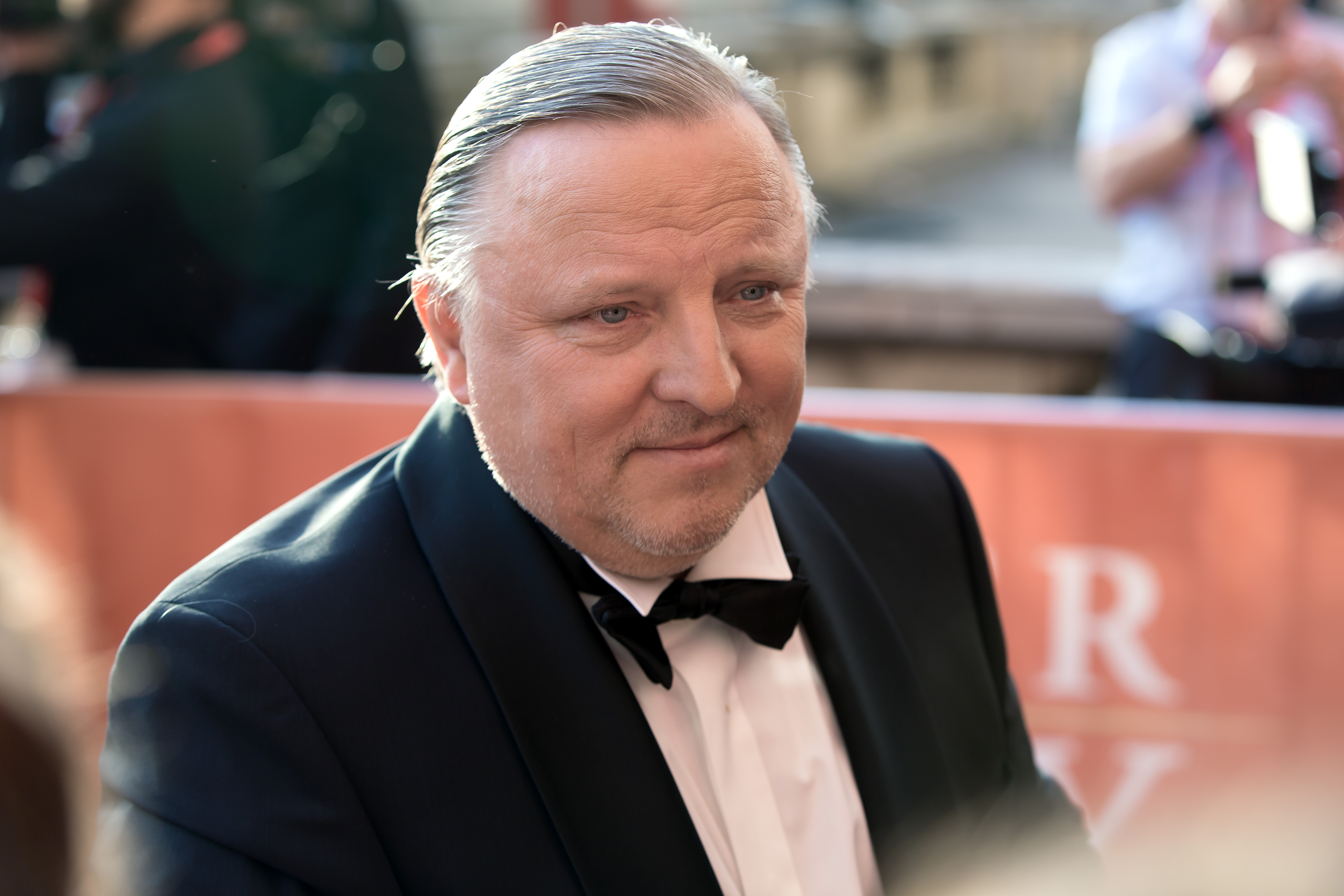
Axel Prahl

### Publikumspreise
Die Nominierungen für die Publikumswahl wurden am 4. März 2015 bekanntgegeben. Fünf der Nominierten (Gerti Drassl, Maria Köstlinger, Proschat Madani, Juergen Maurer und Simon Schwarz) waren Darsteller der Serie Vorstadtweiber.
| Kategorie                                                                 | Preisträger                           | Nominierte |
| ------------------------------------------------------------------------- | ------------------------------------- | --- |
| Beliebteste Schauspielerin Kino/TV-Film präsentiert von Michael Ostrowski | Hannelore Elsner                      | Erni Mangold Birgit Minichmayr Doris Schretzmayer Katharina Schüttler Nora von Waldstätten                               |
| Beliebtester Schauspieler Kino/TV-Film                                    | Dieter Hallervorden                   | Florian David Fitz Sebastian Koch Tobias Moretti Manuel Rubey Simon Schwarz                                              |
| Beliebteste Schauspielerin Serie/Reihe                                    | Nora Tschirner                        | Gerti Drassl Maria Köstlinger Proschat Madani Miriam Stein Ursula Strauss                                                |
| Beliebtester Schauspieler Serie/Reihe                                     | Axel Prahl                            | Fritz Karl Juergen Maurer Robert Palfrader Fritz Wepper Johannes Zeiler                                                  |
| Info/Sport/Kultur                                                         | Walter Reiterer und Michael Eschlböck | Christa Kummer Barbara Rett Peter Resetarits Martin Thür Christian Wehrschütz                                            |
| Unterhaltung/Talk/Doku-Soap                                               | Guido Maria Kretschmer (2. Romy)      | Arabella Kiesbauer Barbara Stöckl Franz Posch Frank Rosin Dirk Stermann und Christoph Grissemann                         |
| Show                                                                      | Daniel Hartwich                       | Mirjam Weichselbraun Armin Assinger Oliver Pocher Andi Knoll und Alice Tumler Joko Winterscheidt und Klaas Heufer-Umlauf |

### Akademiepreise

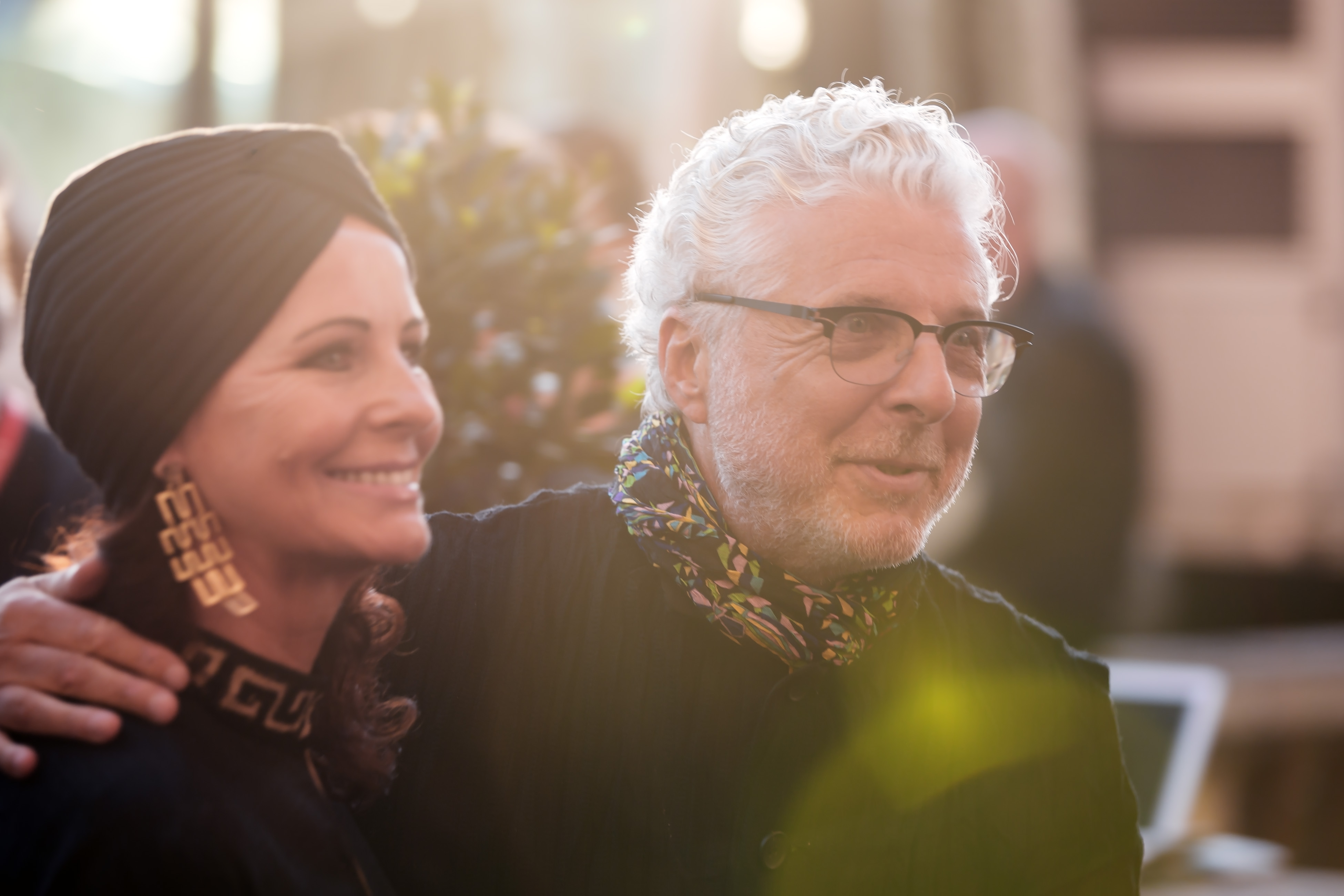
André Heller und Albina Schmid

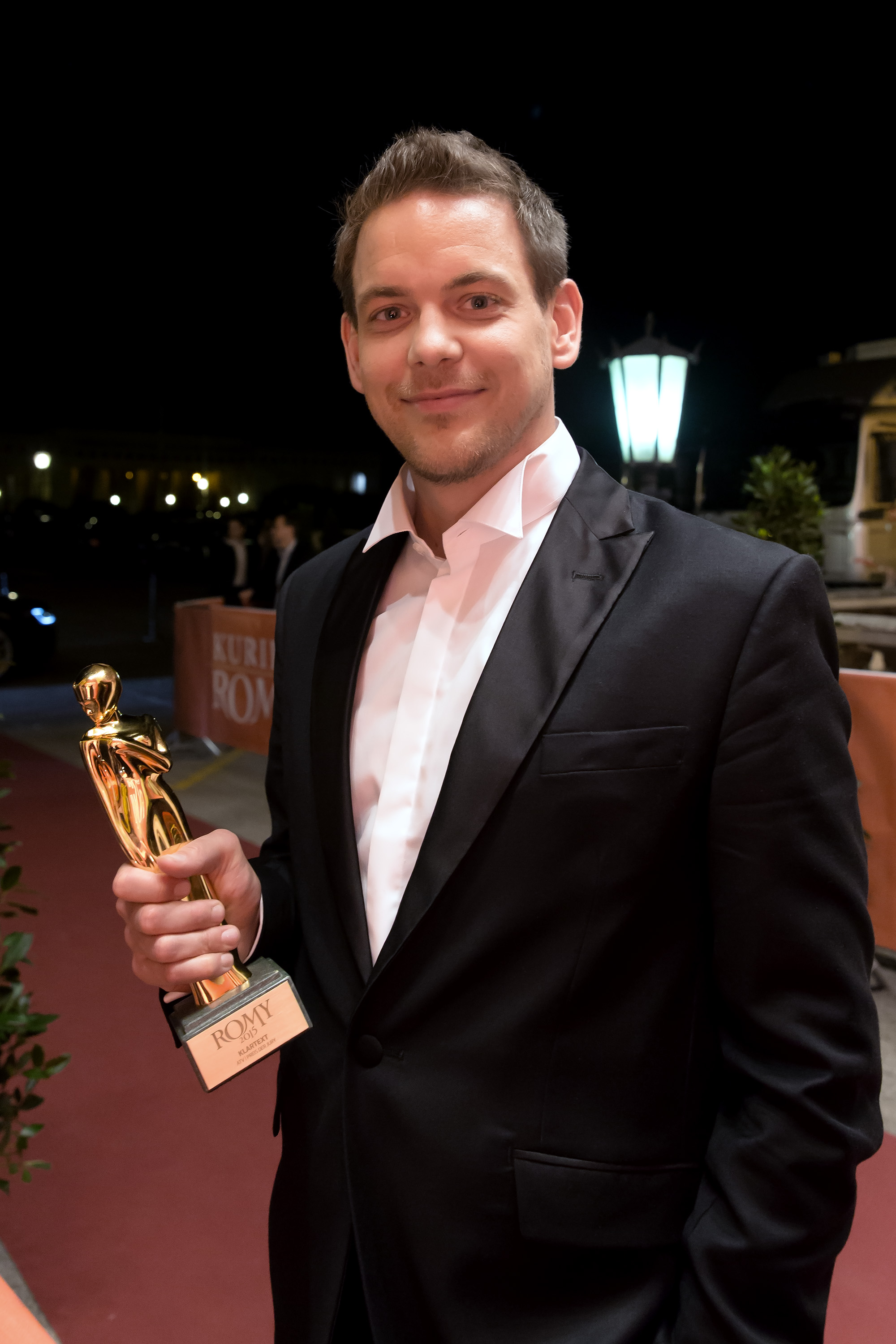
Martin Thür

Die Gewinner der so genannten Akademiepreise wurden in einer eigenen Feier am 23. April 2015 übergeben. Die Akademiepreis-ROMY-Verleihung wurde am 24. April 2015 auf ORF III übertragen. Erstmals wurde auch bei den Akademiepreisen eine Platin-ROMY für das Lebenswerk vergeben. Erster Preisträger war der Filmproduzent Karl Spiehs.
| Kategorie                 | Preisträger                                                                       |
| ------------------------- | --------------------------------------------------------------------------------- |
| Bester Kinofilm           | Oliver Berben und Tom Spieß für Frau Müller muss weg!                             |
| Bester TV-Film            | Männertreu                                                                        |
| Beste Dokumentation TV    | Kurt Stocker und Danny Krausz für Der taumelnde Kontinent                         |
| Beste Programmidee        | Markus Breitenecker und Team für 2 Minuten 2 Millionen – Die Puls 4 Start Up Show |
| Beste Dokumentation Kino  | Gerald Salmina für Streif – One Hell of a Ride                                    |
| Beste Regie TV-Film       | Thomas Roth für Tatort: Deckname Kidon                                            |
| Beste Regie Kino          | Til Schweiger für Honig im Kopf                                                   |
| Beste Kamera TV-Film      | Peter von Haller für Landkrimi – Steirerblut                                      |
| Bestes Buch TV-Film       | Konstanze Breitebner für Die Fremde und das Dorf                                  |
| Beste Kamera Kinofilm     | Leena Koppe für Gruber geht                                                       |
| Bestes Buch Kinofilm      | Michael Sturminger für Casanova Variations                                        |
| Bester Produzent TV-Film  | Oliver Auspitz, Andreas Kamm und Kurt J. Mrkwicka für Vorstadtweiber              |
| Bester Produzent Kinofilm | Til Schweiger für Honig im Kopf                                                   |
| Fernsehmoment des Jahres  | Song-Contest-Gewinnerin Conchita Wurst                                            |
| Preis der Jury            | Eva Pölzl und Marcin Kotlowski für Österreich Blick (R9)                          |
| Preis der Jury            | Martin Thür für Klartext (ATV)                                                    |
| Preis der ROMY Akademie   | Lou Lorenz-Dittlbacher und Matthias Schmelzer für ZIB 2 History                   |

| Kategorie                                                 | Preisträger               |
| --------------------------------------------------------- | ------------------------- |
| Akademiepreis Platin-Romy für das Lebenswerk              | Filmproduzent Karl Spiehs |
| Platin-Romy für das Lebenswerk Laudatio: Elke Heidenreich | André Heller              |